# Estació de Fontana

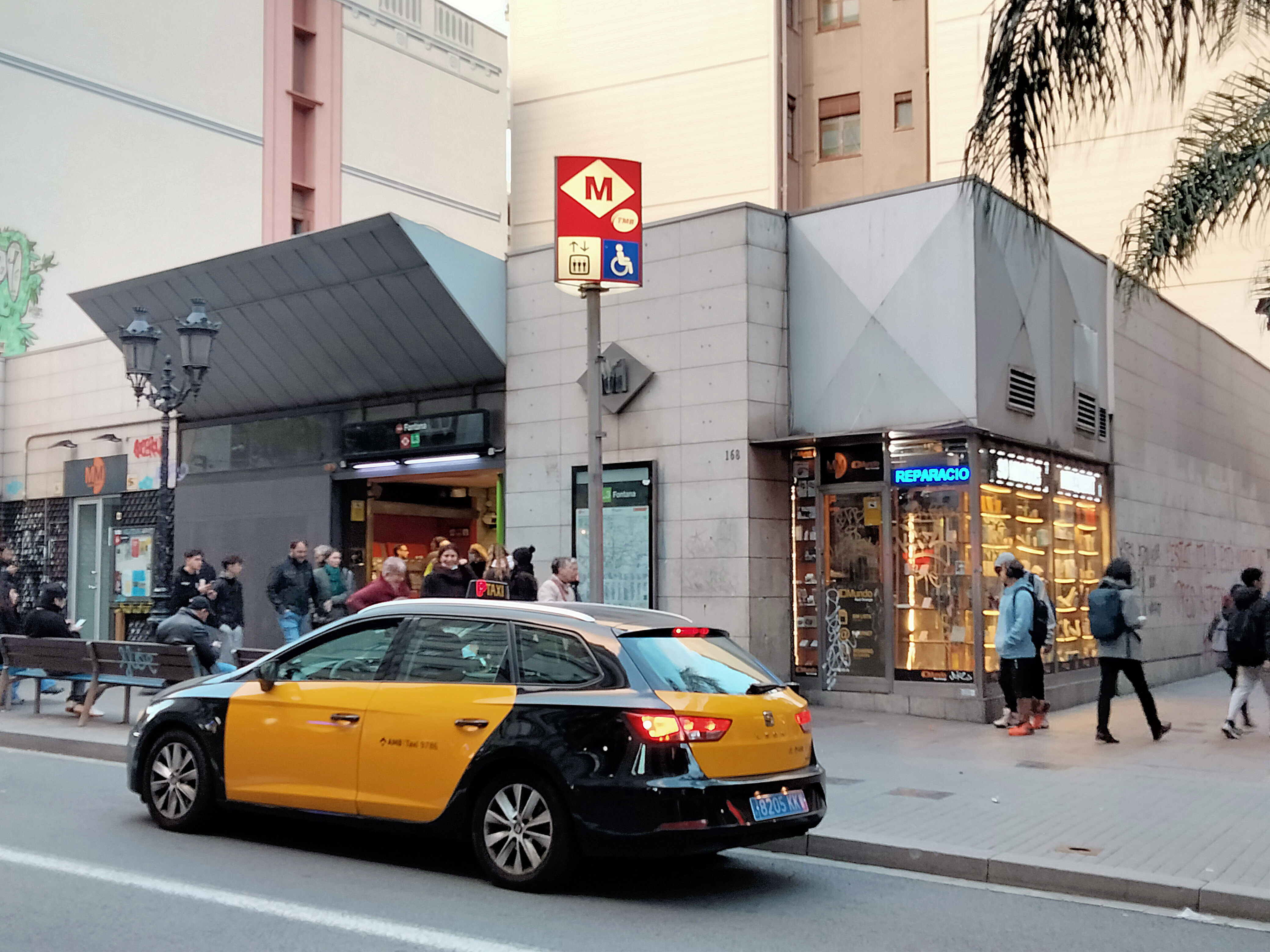
Accés a l'estació

Fontana és una estació de la L3 del Metro de Barcelona situada al carrer Gran de Gràcia, 168-170 de Barcelona. La parada deu el seu nom a una finca senyorial del segle xviii, coneguda com La Fontana i que es trobava on actualment hi ha les Cases Feliu Iglésies, a la cantonada amb la Rambla de Prat.

## Història
El març de 1921 es constituïa la companyia Gran Metropolità de Barcelona, encarregada de construir el primer ferrocarril soterrat de Barcelona amb un recorregut comú entre la plaça de Lesseps i el passeig de Gràcia i dues branques, una per la Rambla, i l'altra per la Via Laietana.
Els treballs del Gran Metro de Barcelona s'iniciaren a les acaballes del mateix any, quedant el tram tram Catalunya-Lesseps enllestit el 30 de desembre de 1924. A causa d'un retard de les obres, l'estació de Fontana corresponent a aquest tram va entrar en servei el dia 1 de maig de 1925.
L'estació es va construir a 20 metres de profunditat amb un accés d'un edifici d'una planta a la superfície. Inicialment, però, s'havia projectat un edifici de 5 pisos per encabir-hi la seu corporativa del Gran Metropolità de Barcelona. Les parets de l'estació es van revestir amb rajoles de ceràmica esmaltada de forma quadrangular.
Durant la Guerra Civil va servir de refugi dels bombardejos aeris que va partir la ciutat. El 1982, amb la reorganització dels números de línies i canvis de nom d'estacions va passar a ser una estació de la L3.

## Serveis ferroviaris
| Metro de Barcelona     |          |       |         |                        |
| Procedència/Destinació | <        | Línia | >       | Procedència/Destinació |
| Zona Universitària     | Diagonal |       | Lesseps | Trinitat Nova          |